# 네 명의 딸들
《네 명의 딸들》(Four Daughters)은 미국에서 제작된 마이클 커티즈 감독의 1938년 드라마, 멜로/로맨스 영화이다. 클로드 레인스 등이 주연으로 출연하였고 할 B. 월리스 등이 제작에 참여하였다.

## 출연

### 주연
- 클로드 레인스 - Adam Lemp 역

### 조연
- 프리실라 레인 - Ann Lemp 역
- 로즈마리 레인 - Kay Lemp 역
- 롤라 레인 - Thea Lemp 역
- 게일 페이지 - Emma Lemp 역
- 제프리 린 - Felix Deitz 역
- 존 가필드 - Mickey Borden 역
- 딕 포란 - Ernest Talbot 역
- 프랭크 맥휴 - Ben Crowley 역
- 메이 롭슨 - Aunt Etta 역
- 베라 루이스
- 도널드 카
- 톰 듀건
- 에디 아커프
- 윌프레드 루카스
- 조 커닝햄

## 기타
- 협력프로듀서: 헨리 블렁크
- 협력프로듀서: 벤자민 글래저
- 의상: 오리 켈리